# Бирнбаум, Карл
Карл Бирнбаум (20 августа 1878, Свидница (ныне Польша) — 31 марта 1950, Филадельфия) — немецкий и американский психиатр и невролог.
В 1902 году он получил докторскую степень в университете Фрайбурга, а затем работал в психиатрической больнице Герцберга в Берлин-Лихтенберге. В 1923 году он начал работу в качестве помощника Карла Бонхеффера в берлинском клиническом комплексе Шарите. В 1927 году стал адъюнкт-профессором.
В 1930 году Бирнбаум был назначен главным врачом в Heilanstalten in Berlin-Buch в Берлине, но из-за своего еврейского происхождения был уволен с этой должности после прихода к власти в Германии нацистов и был вынужден досрочно выйти на пенсию. В 1939 году он эмигрировал в Соединённые Штаты, где работал преподавателем в Новой школе в Нью-Йорке. С 1940 года работал на муниципальном медицинском факультете Филадельфии.
Основные исследования Бирнбаума касались клинической психиатрии, криминальной психологии и психопатологии.